# Constitución Política de la República de Chile de 1925
La Constitución Política de la República de Chile de 1925 fue el texto constitucional chileno vigente entre el 18 de octubre de 1925 y el 11 de marzo de 1981. Fue aprobado mediante un plebiscito celebrado el 30 de agosto de 1925,y promulgado el 18 de septiembre del mismo año.Entró en vigencia el 18 de octubre de 1925, y fue reformada en 1943,1957,1959,1963
,1967,1970, y 1971;su aplicación fue parcialmente suspendida por el golpe de Estado del 11 de septiembre de 1973, siendo modificada y derogada en parte mediante decretos leyes, hasta su total reemplazo mediante la Constitución de 1980, en rigor desde marzo de 1981.
Su texto original contenía 110 artículos y 10 disposiciones transitorias. Al 11 de septiembre de 1973, poseía 113 artículos  y 18 disposiciones transitorias.
Se caracterizó por el sistema presidencial que impuso, luego de más de tres décadas de régimen pseudoparlamentario. En su redacción intervino una comisión designada y dirigida por el presidente de la República, Arturo Alessandri Palma, sobre la base de un proyecto elaborado por su ministro de Justicia, José Maza.

## Historia

### Origen de la Constitución
A punto de cumplir un siglo de vigencia, el régimen institucional consagrado por la Constitución de 1833 había entrado en crisis. La institucionalidad, de origen portaliana, que había sido transformada, de facto, de un régimen autoritario y presidencialista a uno pseudoparlamentario, producto de la guerra civil de 1891, colapsó, al no atender los problemas que aquejaban al país en la década de 1920. La cuestión social, las precarias condiciones de vida de las clases obreras y la crisis económica provocada por la invención del salitre sintético se hacían sentir cada vez más en la sociedad chilena. La decadencia y la poca representatividad del sistema político establecido tres décadas antes influyeron, finalmente, en el surgimiento de un líder: Arturo Alessandri Palma, político liberal que había ejercido como parlamentario. Su estrecha y, en ese entonces, controversial elección presidencial en 1920 marcó un hito en cuanto a las campañas electorales, así como también la entrada de la clase media a la política. Sus propuestas sociales y económicas, no encontraron, sin embargo, éxito en su aprobación en el Congreso, gracias a la oposición de los parlamentarios influidos por la pertenencia, en su mayoría, a la clase dirigente. 
Finalmente, el 11 de septiembre de 1924, se produjo una sublevación militar encabezada por una parte de los oficiales jóvenes del Ejército, grupo al que pertenecían personajes como Carlos Ibáñez del Campo y Marmaduke Grove, en la cual se protestó en contra del retraso de las reformas sociales de Alessandri en el Congreso, debido a que la atención de los congresistas recaía en una ley de dieta parlamentaria. Luego de una crisis política como resultado de la sublevación, se instaló una Junta de Gobierno, después de la renuncia de Alessandri, y su posterior exilio a Italia. La nueva Junta Militar declaró disuelto el Congreso Nacional e, incluso, se proponía a llevar a cabo un proceso constituyente.
El 23 de enero de 1925, un nuevo golpe de Estado depuso a la Junta Militar (por su asociación conservadora) y estableció una nueva Junta de Gobierno que impulsa el regreso de Alessandri al poder. En marzo, finalmente, retornó Alessandri, con la misión de llevar a cabo una reforma constitucional. Para ello, se creó una Comisión Consultiva (que redactaría la nueva Constitución) de 122 integrantes designada por el presidente.Después, 2 comisiones más se establecieron para el proceso: una Subcomisión de Reformas Constitucionales (que se encargaría del texto constitucional) y una Subcomisión de Forma (para discutir su aprobación). Solamente, la Subcomisión de Reformas Constitucionales, la cual estaba presidida por Alessandri, fue la que tomó un rol relevante en el proceso.
La Comisión Consultiva estaba compuesta por los siguientes integrantes:
| - Domingo Amunátegui Solar - Emilio Bello Codesido - Luis Barros Borgoño - Francisco Bulnes Sanfuentes - Héctor Boccardo Benvenuto - Julio Bustos - Guillermo Bañados Honorato - Enrique Barbosa - Pedro Nolasco Cárdenas Avendaño - Juan Enrique Concha - Víctor Cruz - Luis Malaquías Concha - Guillermo Edwards Matte - Agustín Edwards Mac-Clure - Emiliano Figueroa Larraín - Carlos Fernández Peña - Pedro Fajardo Ulloa - Juan Guillermo Guerra - Galvarino Gallardo Nieto - Fernando García Oldini - Gregorio Guerra - Luis Galdames - Antonio Huneeus Gana - Manuel Hidalgo Plaza - Ramón Jerez - Santiago Labarca Hubertson - Guillermo Labarca Hubertson - Pedro León Loyola - Arturo Lyon Peña - Juan Esteban Montero - Pedro N. Montenegro | - Ángel Mella - Roberto Meza Fuentes - Enrique Oyarzún Mondaca - Tomás Ramírez Frías - Germán Riesco Errázuriz - Juan Serrano - Luis Salas Romo - Gustavo Silva Campos - Oscar Schnake Vergara - Rafael Silva Lastra - Romualdo Silva Cortés - Víctor Troncoso - Miguel Urrutia - Ismael Valdés Valdés - Carlos Villarroel - Carlos Vicuña Fuentes - Julio Velasco - Francisco Vidal Garcés - Fernando Varas Contreras - Absalón Valencia - Eliodoro Yáñez - Héctor Zañartu Prieto - Ramón Briones Luco - Alejandro Morales - Manuel Araya Vargas - Juan Araya Escón - Ricardo Ahumada - Amador Alcayaga - Ezequías Allende - Ruperto Bahamonde - Guillermo Barros Jara | - Ernesto Barros Jarpa - Carlos Contreras Labarca - Hernán Correa Roberts - José Ramón Córdova - Aurelio Cruzat Ortega - Aníbal Cruzat Ortega - Roberto Espinoza - Oscar Fenner Marín - Pedro García de la Huerta - Alberto González Errázuriz - Nicolás González Errázuriz - Francisco Hinojosa - Joaquín Yrarrázabal Larraín - Manuel Jorquera - Emilio Jacobs - Carlos Alberto Martínez - Guillermo Martínez - Leopoldo Morales - Juan Rodolfo Marín - Gaspar Mora Sotomayor - Francisco Medel - Daniel Martner - Mariano Navarrete - Arístides Novoa - Silvestre Ochagavía - Alejandro Parra - Luis Pizarra Espoz - Juan Pradenas Muñoz - Guillermo Plummer de Ferrari - Bernardo Quiroga | - Luis Quiroga Cossio - Alejandro Rosselot - Pedro José del Real Daza - Nicasio Retamales - José Luis Riesco Larraín - Ricardo Salas Edwards - Ramón Salas Edwards - Maximiliano Salas M. - Guillermo Subercaseaux - Octavio Señoret - Juan Schroder - Guillermo Sander - Moisés Veas - Fernando Vial - Arturo Ureta E. - Onofre Avendaño - Alejandro Bustamante - Ramón Liborio Carvallo - Arturo Dagnino - Carlos Dávila Espinoza - Enrique Ortiz Wormald - Julio Prado Amor - Enrique Phillips - Conrado Ríos Gallardo - Juan Antonio Ríos - Carlos Silva V. - Darío Salas - Caries Silva Cruz - Oscar Viel - Enrique Zañartu Prieto |

Finalmente, se aprobó el texto constitucional final en julio de 1925, siendo convocado un plebiscito para el 30 de agosto para su ratificación ciudadana. Con una tasa alta de abstención (54,63 % de los votantes) y una férrea oposición al proyecto (conformada por  comunistas, conservadores y disidentes liberales), finalmente la Constitución fue aprobada por un 43,03% de los votos.
La Constitución de 1925, fue finalmente promulgada el 18 de septiembre de 1925 por el presidente Alessandri, entrando en vigor un mes después.

### Principales Cambios

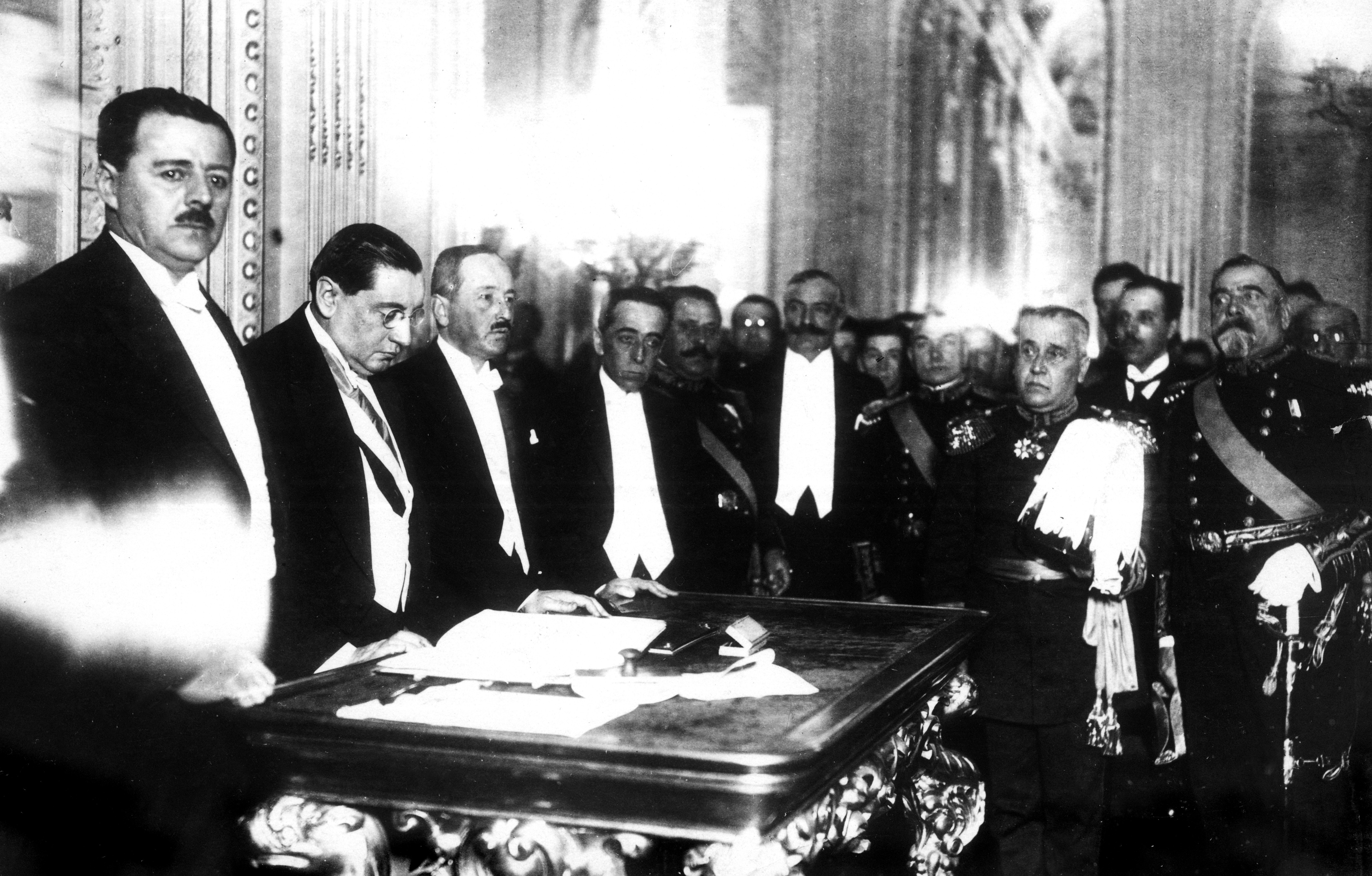
Firma de la Constitución por el presidente Arturo Alessandri Palma.

- Se cambia el sistema de gobierno de un régimen pseudoparlamentario—, estableciendo un régimen presidencial. La elección del presidente se haría por votación directa, siendo elegido el candidato con la mayoría absoluta de los votos válidamente emitidos; en el caso de que ninguno obtuviera la mayoría absoluta, el Congreso Pleno debía elegirlo entre los dos candidatos que hubiesen obtenido la mayoría relativa.[15]
- Eliminó los excesos del parlamentarismo, para lo cual: 
  - Se estableció la clausura de los debates parlamentarios, por simple mayoría;
  - Se otorgó al presidente de la República la iniciativa legislativa exclusiva para iniciar proyectos de ley en materias específicas y
  - Se reglamentó la tramitación de la ley de presupuestos, de forma que si el Congreso   no aprueba dentro de un plazo fijo, regirá el proyecto presentado por el presidente de la República.[15]
- Introdujo un sistema proporcional y racional para las elecciones parlamentarias.[15]
- Creó un sistema de calificación de elecciones, con un tribunal independiente y de derecho denominado Tribunal Calificador de Elecciones.
- Estableció la separación de la iglesia y del Estado, y la libertad de cultos.[15]
- Puso a la Constitución en consonancia con los derechos sociales, en materia de trabajo, industria, obras de previsión social y salubridad, en dirección hacia un Estado social de derecho. Así, se permitió que los tributos a la riqueza fueran proporcionales o progresivos abordando directamente la «cuestión social».[15]

### La Constitución en Democracia
La Constitución Política de 1925 desde 1930 en adelante, permitió un fortalecimiento de la separación de los poderes del estado, dando origen a varios años de discusión y de acuerdos entre ambos poderes del estado que anteriormente habían estado en pugna, permitió la ampliación de la ciudadanía y del sistema político, que predominó en gran parte del siglo XX y también otorgó al Estado un rol fundamental en el desarrollo político, económico, social y cultural, consagrando un Estado social de derecho, el que fue perfeccionándose durante su evolución entre 1925 y 1973. Se estableció la protección al trabajo, a la industria y a las obras de previsión social.
Con todo, desde su promulgación hasta 1963 solo tres reformas constitucionales habían ocurrido, una en 1943 que robustecía aún más el presidencialismo, permitía la disposición del 2% en caso de emergencia y le daba autonomía constitucional a la Contraloría, otra en 1957 que modificaba aspectos de la nacionalización y en 1959 que modificaba la duración de los regidores.
Desde 1963, cada gobierno hasta 1973, realizaba alguna reforma sustantiva a la constitución orientada a cumplir algún aspecto de su programa de gobierno, en 1963, el gobierno de Alessandri promulgó una modificación sobre el derecho de propiedad, permitiendo implementar su visión de la reforma agraria.
A posterior, en 1967, el gobierno de Eduardo Frei Montalva promulgó dos reformas constitucionales, una que -nuevamente- modificaba el derecho de propiedad sobre la tierra y las aguas, para efectos de la visión del gobierno sobre la reforma agraria.
La siguiente relativa al sistema político, aumentaba la cantidad de senadores y diputados, modificaba el derecho al sufragio y creaba los Decretos con Fuerza de Ley (DFL), modificaba las reglas de ausencia del presidente, también modificó la base del sistema presidencialista, acentuándolo aún más, creando adiciones o correcciones a los proyectos en trámite, urgencias, comisiones mixtas en las Cámaras del Congreso, veto y promulgación, creaba un organismo denominado Tribunal Constitucional e introducia la facultad del presidente para convocar a plebiscito en caso de rechazo de una reforma constitucional.
Finalmente, en 1971, el gobierno de Salvador Allende, promulgó tres reformas constitucionales, una para cumplir el Estatuto de Garantías Democráticas -que modificaba casi la totalidad del catálogo de derechos-, una que establecía el derecho al sufragio para extranjeros y una que nuevamente modificaba el derecho de propiedad, con el fin de nacionalizar el cobre.

### Sus últimos años y su sustitución
Durante el periodo de la Unidad Popular, el sistema político experimentó una profunda crisis caracterizada por la radicalización ideológica y la ausencia de instancias de diálogo en el Congreso Nacional. A pesar de la implementación de algunas reformas constitucionales que fortalecían en cierta medida el poder del Ejecutivo, ni Alessandri, ni Frei, ni Allende lograron obtener la aprobación para los cambios que buscaban. Sus aspiraciones se vieron obstaculizadas por la falta de mayorías en un entorno de intensificación política extrema, marcado por el bloqueo resultante de la división de las cámaras en diversos sectores, cada uno acusándose mutuamente de violar la Constitución, sumado a la incapacidad de la Constitución de establecer responsabilidad política del presidente y su incapacidad de frenar el paramilitarismo.
La constitución estuvo vigente hasta la mañana del 11 de septiembre de 1973, día que ocurrió un golpe militar, durante la tarde de dicho día, fue suspendida la Constitución de 1925, siendo derogada parcial y progresivamente por Decretos Leyes, hasta el Decreto Ley N.° 3.465 de 1980, que convoco a un plebiscito para su sustitucion, quedando totalmente derogada desde el 11 de marzo de 1981.

## Contenido

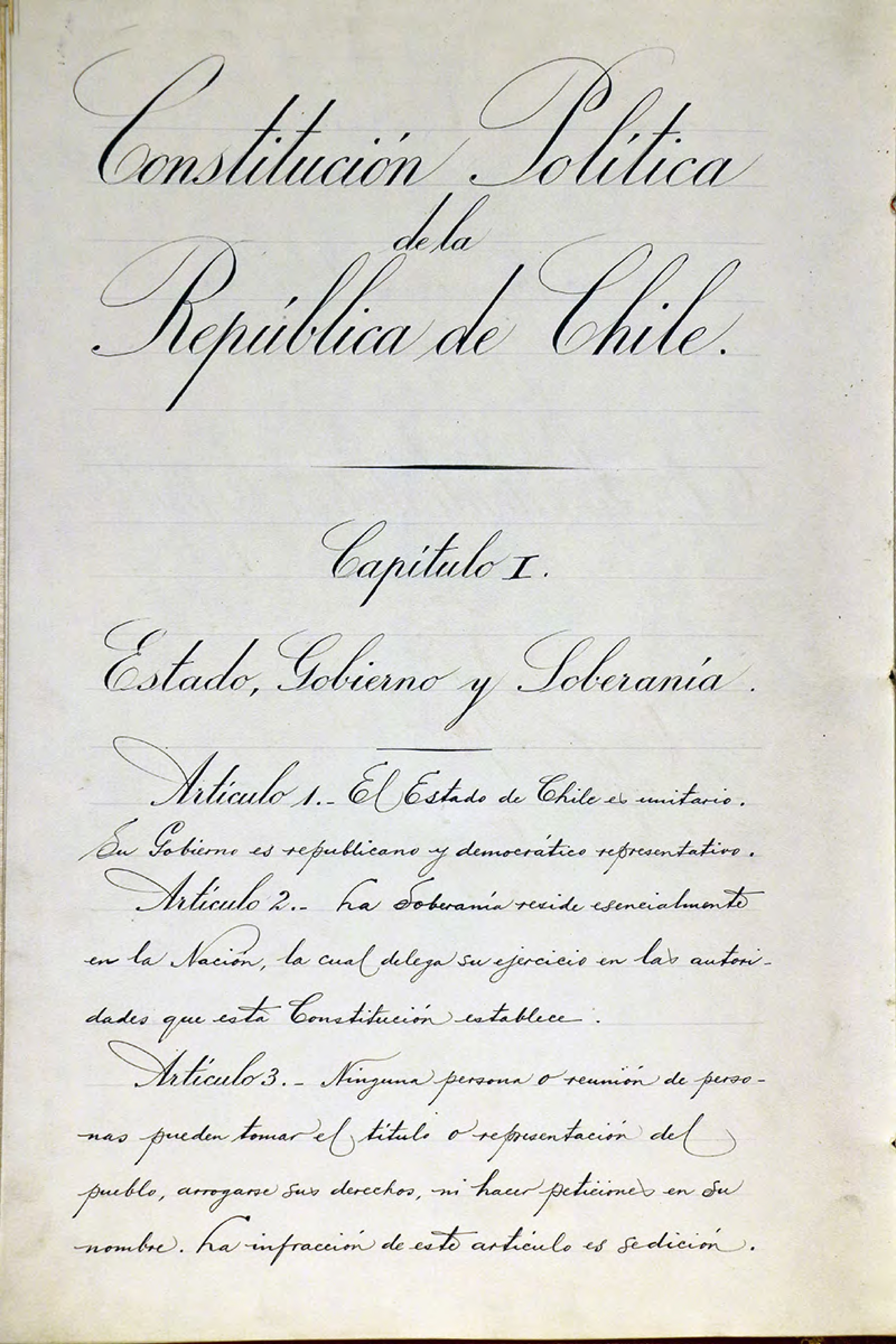
Parte del Capítulo I "Estado, Gobierno y Soberanía" de la Constitución.

La Constitución de 1925 estaba estructurada en ciento diez artículos distribuidos en diez capítulos y diez disposiciones transitorias.

### Estado, Gobierno y Soberanía
La Constitución de 1925 establecía que el Estado de Chile era unitario, que su gobierno era republicano y democrático representativo. La soberanía reside esencialmente en la Nación, la cual delega su ejercicio en las autoridades que la Constitución establece.

### Nacionalidad y Ciudadanía
Establece que los chilenos son aquellos que nacen en territorio nacional, tienen madre o padre chileno. Además de establecer transparencia electoral e independencia de cualquier poder y un voto universal, secreto para hombres mayores de 21 años que sepan leer y escribir.

### Garantías Constitucionales
La Constitución aseguró a todos los ciudadanos de la República una serie de derechos y libertades, principalmente la igualdad ante la ley, la libertad ideológica, libertad de enseñanza y las garantías del trabajo, la educación, la inviolabilidad del hogar y el derecho a un juicio justo.
| - Derechos políticos, libertad de agruparse, organizar partidos políticos, expresar su opinión y competir en cargos de elección popular - Igualdad ante la ley y prohibición de la esclavitud - Libertad de culto - Libertad de opinión y de prensa y de importar impresos - Derecho a reunión - Derecho a Asociación - Derecho a petición - Derecho a la educación - Libertad de postular a empleos públicos. - Igualdad y progresividad de impuestos - Derecho de Propiedad - Derecho de Propiedad Intelectual - Inviolabilidad del hogar - Inviolabilidad de cartas, telegrafía y telefonía - Libertad de trabajo y elección y derecho a sindicalizarse - Libertad de desplazamiento - Derechos Sociales de trabajo, accidentes y salud - Derecho a participar activamente en la vida social, cultural, cívica, política y económica - No retroactividad de la ley penal | - Juicio por tribunal previamente establecido - Detención por funcionario establecido y por orden previa - Detención solo en casa o cárcel pública - Aviso oportuno al juez en caso de detención - Recurso de Amparo - Libertad de declaración bajo juramente sobre hecho propio; así como tampoco a sus ascendientes, descendientes, cónyuge y parientes - Prohibición de confiscación de bienes como pena - Indemnización por sentencia absolutoria o se sobreseyere definitivamente - Tesorería dependiente del poder civil y autonomía de la Contraloría General de la República - Establecimiento de la fuerza pública por única y exclusivamente, las Fuerzas Armadas y el Cuerpo de Carabineros, subordinación al poder civil y solo ingreso por sus propias escuelas - Prohibición de petición en desobediencia frente de fuerza armada o de alguna reunión del pueblo que, ya sea con armas o sin ellas |

### Congreso Nacional
El Congreso Nacional se compone de dos cámaras: la Cámara de Diputados y el Senado, cuyos miembros eran elegidos en votación directa. Para las elecciones de parlamentarios, debía emplearse un procedimiento que dé por resultado en la práctica una efectiva proporcionalidad en la representación de las opiniones y de los partidos políticos.
El mandato de los diputados aumentó de 3 a 4 años, y el de los senadores, de 6 a 8 años. El cargo de diputado o senador era incompatible con el de ministro, subsecretario de Estado, delegado del gobierno interior o cualquier cargo de designación presidencial.
Estableció el periodo de la legislatura ordinaria entre el 21 de mayo y el 18 de septiembre de cada año. 

### Presidente de la República
El Presidente de la República ejercía las funciones de jefe de Estado y Gobierno. Era electo por sufragio directo por un periodo de 6 años, sin reelección inmediata. Los ministros de Estado, altos funcionarios, intendentes y gobernadores, eran designados por el presidente y permanecían en sus cargos mientras contaran con la confianza de este o sean familiares. Los embajadores, generales y almirantes, eran nombrados por el jefe de Estado, pero con acuerdo del Senado.El presidente, también nombraba a los jueces de los tribunales ordinarios de Justicia a propuesta en terna de las Cortes de Apelaciones, en caso de funcionarios y jueces inferiores; en terna de la Corte Suprema de Justicia, en caso de ministros de las Cortes de Apelaciones; y en quina de la Corte Suprema, para el nombramiento de sus propios integrantes. Este sistema buscó asegurar eficazmente la independencia de la magistratura, cuyos nombramientos no dependían ahora de un órgano político, como el suprimido Consejo de Estado, encargado en la Constitución de 1833 de hacer las propuestas de nombramientos judiciales.

### Tribunal Constitucional y Tribunal Calificador de Elecciones

#### Tribunal Constitucional
Por la reforma del año 1970,se creó un Tribunal Constitucional, compuesto de cinco integrantes, llamados ministros, que duraban cuatro años en sus funciones, pudiendo ser reelegidos. Tres de ellos eran designados por el presidente de la República con acuerdo del Senado y dos por la Corte Suprema de entre sus miembros. Desempeñaba las funciones de secretario del Tribunal quien servía el cargo de secretario de la Corte Suprema.

#### Tribunal Calificador de Elecciones
Un tribunal especial, denominado Tribunal Calificador de Elecciones (Tricel), conocía de la calificación de las elecciones de presidente de la República, de diputados y de senadores.

### Poder Judicial
Una ley especial determinaría la organización y atribuciones de los tribunales que fueren necesarios para la pronta y cumplida administración de justicia en todo el territorio de la República.

### Gobierno interior del Estado
Para efectos del gobierno interior del Estado, el territorio nacional se dividía en provincias, las provincias en departamentos, los departamentos en subdelegaciones y las subdelegaciones en distritos. 
El gobierno superior de cada provincia residía en un intendente. El gobierno de cada departamento residía a su vez en un Gobernador, subordinado al intendente de la provincia. Las subdelegaciones eran regidas por un Subdelegado, subordinado al Gobernador del departamento, y nombrado por este. 

### Régimen administrativo interior
Para efectos de la administración interior, el territorio nacional se divide en provincias y las provincias en comunas.
La administración de cada provincia residía en el Intendente, quien debía ser asesorado por una Asamblea Provincial, de la cual sería su presidente. La administración local de cada comuna o agrupación de comunas establecida por ley, residía en una municipalidad.

### Reforma de la Constitución
La reforma de las disposiciones constitucionales se sometería a la tramitación propia de un proyecto de ley, salvas las excepciones que se indican en el capítulo X. Para que el proyecto de reforma constitucional fuera aprobado se necesitaba que en cada Cámara hubiera el voto conforme de la mayoría de los diputados o senadores en ejercicio.

## Reformas constitucionales

### 1943
- Ley N.° 7.727, del 23 de noviembre de 1943, que limitó la iniciativa parlamentaria en lo relativo a gastos públicos y aumentó las materias de iniciativa exclusiva del presidente; estableció la autorización para dictar decretos de emergencia económica —2% constitucional—; otorgó rango constitucional, como órgano autónomo del Estado, a la Contraloría General de la República (CGR), e incluyó al contralor como funcionario que podía ser objeto de una acusación constitucional.[3]

### 1957
- Ley N.° 12.548, del 30 de septiembre de 1957, que autoriza la doble nacionalidad con España y reforma otros aspectos relativos a la cancelación de la carta de nacionalización y pérdida de la nacionalidad chilena.[4]

### 1959
- Ley N.° 13.296, del 2 de marzo de 1959, que aumentó a 4 años la duración de los cargos de regidores municipales.[5]

### 1963
- Ley N.° 15.295, del 8 de octubre de 1963, sobre la toma de posesión material de bienes expropiados por causa de utilidad pública, expropiación de predios rústicos abandonados o que estuvieren manifiestamente mal explotados, y que autorizó el pago diferido de la indemnización correspondiente.[6]

### 1967
- Ley N.° 16.615, del 20 de enero de 1967, que modificó el artículo N.º 10, sobre el derecho de propiedad, para efectos de la reforma agraria. De ese modo, redefinió la garantía constitucional del dominio —de «inviolabilidad de todas las propiedades sin distinción alguna» a «derecho de propiedad en sus diversas especies»—, fijando qué intereses se tomarían en cuenta en la determinación del monto de la indemnización y modificando las reglas generales sobre el pago de ésta, autorizando el pago diferido y estableciendo que la ley determinaría su forma y condiciones; también dispuso que la ley podría reservar al dominio nacional de uso público todas las aguas y autorizó a expropiar, para incorporarlas a dicho dominio, las que fueren de propiedad particular.[7]
- Ley N.° 16.672, del 2 de octubre de 1967, que creó una décima agrupación senatorial, de Chiloé, Aysén y Magallanes, aumentando de 45 a 50 los miembros del Senado y, asimismo, sumó 3 diputados, a las agrupaciones de la zona austral, aumentando los miembros de la Cámara de Diputados a 150.[8]

### 1970
- Ley N.° 17.284, del 23 de enero de 1970, que rebajó la edad para ejercer los derechos de ciudadano de 21 a 18 años y otorgó el derecho a sufragio a los analfabetos; que autorizó al presidente de la República para dictar disposiciones con fuerza de ley, previa delegación del Congreso Nacional mediante ley —incorporando constitucionalmente la figura de los Decretos con Fuerza de Ley (DFL), ya existentes en la práctica—; que reformó las reglas sobre ausencia del territorio nacional del presidente y de los ministros de Estado; que aumentó la iniciativa exclusiva del presidente en materias económicas y sociales; que reformó el procedimiento de formación de la ley —adiciones o correcciones a los proyectos en trámite, urgencias, comisiones mixtas de las Cámaras del Congreso, veto y promulgación—; que creó el Tribunal Constitucional, e introdujo la facultad del presidente para convocar a plebiscito en caso de rechazo de una reforma constitucional.[9]

### 1971
- Ley 17.398, del 9 de enero de 1971,[10] que incorporó el denominado «Estatuto de Garantías Democráticas» y se refundió el texto de la Constitución.
- Ley 17.420, del 31 de marzo de 1971, que estableció el derecho a sufragio para los extranjeros, mayores de 18 años y con una residencia de más de 5 años en el país, para las elecciones municipales.[11]
- Ley 17.450, del 16 de julio de 1971, que permitió la nacionalización de la gran minería del cobre en Chile, estableciendo que el Estado tiene el dominio absoluto, exclusivo, inalienable e imprescriptible de todas las minas, pudiendo ser objeto de concesiones de exploración o de explotación y fijando los derechos de los concesionarios.[12]